# Gul brynblomfluga
Gul brynblomfluga (Epistrophe flava) är en tvåvingeart som beskrevs av Doczkal och Schmid 1994. Gul brynblomfluga ingår i släktet brynblomflugor, och familjen blomflugor. Arten är reproducerande i Sverige. Inga underarter finns listade i Catalogue of Life.